# 桑氏直眉鮃
桑氏直眉鮃為輻鰭魚綱鰈形目鰈亞目鮃科的其中一種，為熱帶海水魚，分布於中太平洋東部墨西哥至秘魯海域，棲息深度46-232公尺，體長可達20公分，棲息在沙泥、礫石底質底層水域，生活習性不明，通常被用來作魚粉。